# LVMH
LVMH je kratica francuskog koncerna Moët Hennessy - Louis Vuitton S.A., s preko 60 luksuznih marki.

## Marke LVMH grupe
- Šampanjci: Moët & Chandon, Dom Pérignon, Krug (od 1999.), Veuve Clicquot, Ruinart, Mercier,
- Konjak: Hennessy,
- Votka: Belvedere
- Vino: Château d'Yquem, Domaine Chandon California, Domaine Chandon Australia, Bodegas Chandon, Cloudy Bay, Cape Mentelle, Terrazas de los Andes, Cheval des Andes, Newton, Numanthia, Glenmorangie, Ardbeg, 10 Cane, Wenjun
- Moda: Louis Vuitton, Loewe, Berluti, Givenchy, Thomas Pink, Marc Jacobs, Emilio Pucci, Kenzo, Céline, Fendi, Donna Karan
- Satovi i nakit: Fred Joailler, TAG Heuer, Chaumet, Zenith, De Beers (Joint Venture), Dior, Hublot
- Parfemi i Kozmetika: Parfums Christian Dior, Guerlain, Parfums Givenchy, Kenzo Parfums, Laflachère, Make Up For Ever, Fresh, Perfumes Loewe, Acqua di Parma, Benefit Cosmetics
- Trgovina: Duty Free Shoppers, Sephora, Le Bon Marché, Miami Cruiseline Services, La Samaritaine
- Mediji: Groupe Les Echos ("Connaissance des Arts", "Investir", "Défis", "Classica", "Radio Classique")
- Royal Van Lent, Jardin d'Acclimatation